# Bénédict Turrettini
Bénédict Turrettini (* 9. November 1588 in Zürich; † 4. März 1631 in Genf) war ein Genfer reformierter Theologe.

## Leben
Turrettini war ein Sohn des Kaufmanns, Seidenhändlers und Patriziers Francesco Turrettini (1547–1628) und der Camilla Burlamacchi aus Lucca. Wie die Familie von Giovanni Diodati waren sie evangelische Glaubensflüchtlinge; die 1575 bis 1579 nach Lyon, Antwerpen, Emden, Bremen, Frankfurt und Basel gezogen waren. Von Bénédicts Geburtsort Zürich übersiedelte die Familie schliesslich 1591 nach Genf, wo bereits viele italienische Flüchtlinge Zuflucht gefunden hatten. 1593 gründete der Vater die Grande Boutique, die Vereinigung der Seidenindustriellen Genfs.
Von 1602 bis 1609 studierte Turrettini in Genf, Heidelberg, Franeker und Leiden Theologie. Er wurde 1611 in Genf ordiniert und begann im gleichen Jahr seine Lehrtätigkeit an der Genfer Akademie. 1616 heiratete er Louise Micheli, die Tochter des Seidenfabrikanten Horace Micheli. 1620 bis 1621 war er Pfarrer in Nîmes. 1620 war er Abgeordneter der Compagnie des pasteurs an der französischen Nationalsynode in Alès, 1621 Gesandter des Genfer Rats in den Niederlanden. Von 1620 bis 1625 amtierte er als Rektor der Genfer Akademie. Im November 1627 wurde er mit seinem Vater Francesco und seinem Bruder Jean in das Genfer Stadtrecht aufgenommen; der Vater wurde sogar in den Rat der 200 gewählt, und er hinterliess seinen Nachkommen grossen Besitz.
Turrettini war Verfasser zahlreicher Schriften, darunter auch lateinische Abhandlungen und ein Manuskript mit dem Titel Histoire de la Réformation à Genève.
Als Vater von François Turrettini und Grossvater von Jean-Alphonse Turrettini wurde Bénédict Turrettini zum Begründer einer Genfer Theologendynastie (siehe dazu auch: Turrettini); seine Tochter Barbe (* 25. Dezember 1617; † 6. Juli 1711 in Genf) war die Mutter des Hochschullehrers Bénédict Pictet.
Sämtliche Werke Turrettinis wurden in zwei Dekreten der römisch-katholischen Glaubenskongregation vom 17. September 1647 und vom 10. Mai 1757 auf den Index gesetzt.